# Eparchie Saskatoon
Saskatoonská eparchie ((latinsky) Eparchia Saskatoonensis Ucrainorum, (ukrajinsky) Саскатунська єпархія Української греко-католицької церкви) je eparchií Ukrajinské řeckokatolické církve se sídlem v Saskatoonu, kde se nachází katedrála sv. Jiří. Pod její jurisdikci spadají ukrajinští řeckokatolíci v kanadské provincii Saskatchewan. Je sufragánní vůči Winnipežské ukrajinské archieparchii. 

## Historie
V roce 1951 byl z Apoštolského exarchátu střední Kanady (přejmenovaného zároveň na Apoštolský exarchát Manitoba, dnes Archieparchie Winnipeg vyčleněn  Apoštolský exarchát Saskatoon a v roce 1956 byl povýšen na eparchii se současným jménem. 